# Maria Vater
Maria Vater, geborene Pudenz (* 10. Oktober 1924 in Thalwenden; † 18. Mai 2020 in Kassel), war eine hessische Politikerin (SPD), von 1970 bis 1982 Abgeordnete des Hessischen Landtags.

## Ausbildung und Beruf
Maria Vater arbeitete nach Besuch der Volksschule, der Handelsschule und einer Verwaltungsausbildung als Verwaltungsangestellte, holte auf dem Abendgymnasium die Mittlere Reife nach und absolvierte ener REFA-Unterweisung. Seit 1965 arbeitete sie als Leiterin der Verbraucherberatung in Kassel.
Maria Vater war verheiratet und hatte zwei Kinder.

## Politik
Maria Vater war seit 1950 Mitglied der SPD. Seit 1972 war sie Mitglied des Vorstandes der SPD Kassel. Für die Arbeitsgemeinschaft sozialdemokratischer Frauen war sie Mitglied des Bundesvorstandes.
Vom 1. Dezember 1970 bis zum 30. November 1982 war Maria Vater Mitglied des hessischen Landtags, danach Hausfrau.
1974 war sie Mitglied der 6. Bundesversammlung.

## Ehrungen
- 1978: Bundesverdienstkreuz
- 1983: Verdienstkreuz 1. Klasse der Bundesrepublik Deutschland